# Podwysokie (rejon tarnopolski)
Podwysokie (ukr. Підвисоке) – wieś na Ukrainie w rejonie tarnopolskim (do 2020 brzeżańskim) należącym do obwodu tarnopolskiego.
Znajduje tu się stacja kolejowa Podwysokie, położona na linii Tarnopol – Stryj. 
W II Rzeczypospolitej miejscowość w powiecie brzeżańskim województwa tarnopolskiego.
W 1944 r. żołnierze niemieccy zastrzelili ks. Antoniego Faranowskiego. W tym samym roku nacjonaliści ukraińscy z OUN-UPA  zamordowali Polkę, żonę Ukraińca, i jej córkę.